# X.121
X.121 est défini par l'UIT comme : « Plan de numérotation international pour les réseaux de données publiques ».
C'est une norme d'adressage des réseaux. Elle est comparable à l'adressage E.164 (numérotation téléphonique) ou à l'adressage IP. Elle est principalement utilisée comme solution d'adressage par le protocole X.25 pour l'établissement de circuits virtuels commutés. 

## Format des adresses
Les adresses X.121 sont de longueur variable. Elles sont composées de caractères numériques à 10 chiffres (0 à 9). Le premier chiffre identifie le type d'adresse. 
| Premier chiffre | Premier chiffre |
| Valeur          | Signification |
| --------------- | --- |
| 1               | Pour les systèmes mobiles publics à satellites et les réseaux publics de données mondiaux                                     |
| 2 à 7           | Pour les codes d'identification de réseaux de données (DNIC) situés dans un pays ou dans une région géographique particuliers |
| 8               | Pour la communication avec un terminal dépendant d'un réseau télex public                                                     |
| 9               | Pour la communication analogique avec un terminal relevant du réseau téléphonique public commuté/RNIS                         |
| 0               | Pour la communication numérique avec un terminal relevant du réseau téléphonique public commuté/RNIS                          |

### Adresses dont le premier chiffre est compris entre 1 et 7
Elles sont en deux parties, le DNIC et le NTN. Le DNIC, code d'identification de réseau de données (data network identification code en anglais), a une longueur de 4 chiffres. Le NTN, numéro de terminal de réseau (network terminal number), a une longueur maximale de 10 chiffres. Le DNIC est lui-même composé de 2 parties, le DCC et le chiffre du réseau. Le DCC, indicatif de pays de transmission de données (data country code), fait 3 chiffres. Le chiffre du réseau est chargé d'identifier les différents opérateurs à l'intérieur d'un même DCC.
| Adresse           | Adresse           | Adresse                      |
| ----------------- | ----------------- | ---------------------------- |
| DNIC (4 chiffres) | DNIC (4 chiffres) | NTN (10 chiffres max)        |
| DCC               | Chiffre du réseau | Numéro de terminal de réseau |

### Adresses dont le premier chiffre est 8
| 8 | TDC | Numéro télex national |

TDC est le code télex de destination (telex destination code).

### Adresses dont le premier chiffre est 9 ou 0
Ces adresses sont composées à partir de l'adresse E.164 ou numéro de téléphone.
| 9 ou 0 | CC | Numéro national significatif |

CC est l'indicatif de pays (country code).